# Fondali di Acicastello (Isola Lachea - Ciclopi)
Fondali di Acicastello (Isola Lachea - Ciclopi) este o arie protejată (arie specială de conservare — SAC, sit de importanță comunitară — SCI) din Italia întinsă pe o suprafață de 619 ha, integral marine.

## Localizare
Centrul sitului Fondali di Acicastello (Isola Lachea - Ciclopi) este situat la coordonatele 37°33′20″N 15°09′58″E / 37.555556°N 15.166111°E.

## Înființare
Situl Fondali di Acicastello (Isola Lachea - Ciclopi) a fost declarat sit de importanță comunitară în septembrie 1995 pentru a proteja 2 specii de animale. Situl a fost protejat și ca arie specială de conservare în februarie 2020.

## Biodiversitate
Situată în ecoregiunea mediteraneană, aria protejată conține 3 habitate naturale: Recifuri, Peșteri marine scufundate complet sau parțial, Straturi cu Posidonia (Posidonion oceanicae).
La baza desemnării sitului se află mai multe specii protejate:
- mamifere (1): delfin mare (Tursiops truncatus)
- reptile (1): Caretta caretta

Pe lângă speciile protejate, pe teritoriul sitului au mai fost identificate 14 specii de plante, 4 specii de mamifere, 37 de specii de nevertebrate, 7 specii de pești.